# Президентские выборы в Исландии (2012)
Президентские выборы прошли в Исландии 30 июня 2012. Граждане выбирали президента республики на четырёхлетний срок.

## Предыстория
Пятый президент Исландии Оулавюр Рагнар Гримссон был впервые избран на свой пост 26 июня 1996 года. В августе 2000 года автоматически остался на следующий срок по причине отсутствия других кандидатов. Ещё через 4 года, в 2004 году, ему за президентское кресло пришлось побороться, но и в этот раз он выиграл президентскую гонку с результатом 67,5 процентов голосов и таким образом был избран на третий срок. В 2008 году ещё раз остался на следующий срок в связи с отсутствием других кандидатов.
В 2008 году Исландская экономика вслед за мировой понесла потери из-за финансового кризиса. Одним из последствий кризиса стало банкротство нескольких крупных частных банков страны. Ситуация усугубилась тем, что банк «Ландсбанки» через своё интернет-подразделение «Айссейв» (Icesave) привлекал деньги вкладчиков из Великобритании и Нидерландов. После банкротства этого банка правительства Великобритании и Нидерландов потребовали от Исландии выплатить компенсации обманутым вкладчикам. 31 декабря 2009 года Альтинг подготовил законопроект о возмещении убытков иностранным государствам, но президент Оулавюр отказался его подписать. В соответствии с конституцией, законопроект был вынесен на референдум, и 93 % исландцев отказались его поддержать. Через год, в 2011, Альтинг снова попытался вотировать договор о компенсациях иностранным государствам, но благодаря твёрдой позиции президента был организован новый референдум, на котором свыше 58 % участвовавших отказались платить по долгам банка. Оулавюр Рагнар Гримссон поднял свой рейтинг действиями во время этого процесса и получил репутацию защитника интересов народа.
Президент Оулавюр изначально отказывался участвовать в новых президентских выборах, но более 31 тысячи граждан страны направили ему петицию с просьбой побороться за новый президентский мандат. Оулавюр не смог им отказать, так как 31 тысяча — около 10 % всего населения Исландии.

## Факты об избирательной кампании

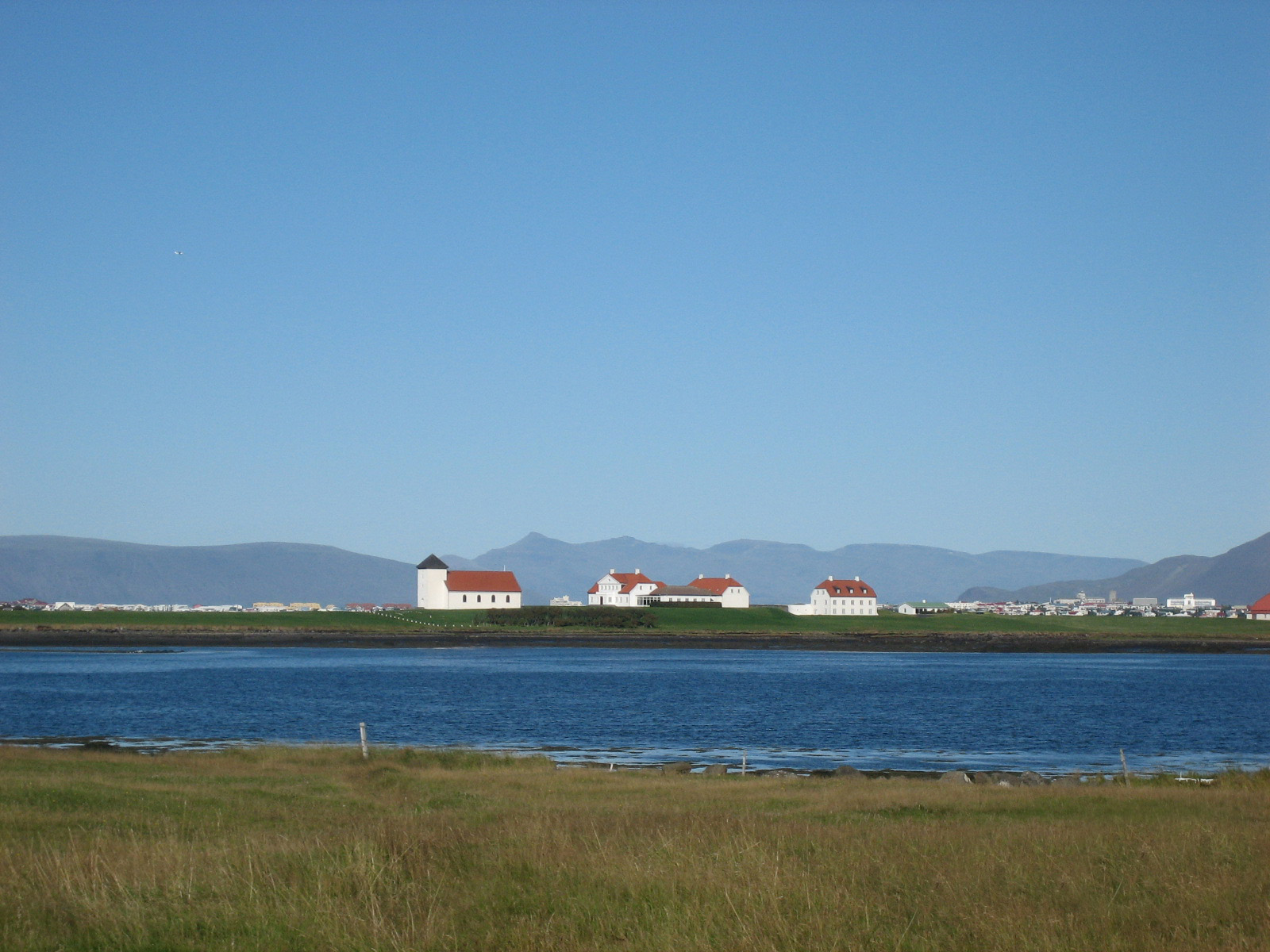
Вид на резиденцию Президента Исландии. На заднем плане — столица страны, Рейкьявик

Исландия — парламентская республика, и полномочия президента серьёзно ограничены. Президент — больше церемониальный пост. В соответствии с 26 статьёй конституции, президент может отказаться подписывать законопроект, принятый Альтингом, тогда должен быть организован референдум по документу. Оулавюр стал первым использовавшим это право. Срок полномочий — четыре года, количество сроков переизбрания неограниченно.
Для участия в выборах кандидатам нужно собрать 1500 подписей. Выборы проходят в один тур, победителем объявляется кандидат, набравший больше всех голосов, независимо от того, получил ли он более 50 % голосов или нет. Всего в Исландии 236 тысяч человек, имеющих право голоса.
В выборах участвовали шесть кандидатов:
- Оулавюр Рагнар Гримссон , 69 лет. Действующий президент, противник вступления страны в ЕС. Подвергся критике во время экономического коллапса, но восстановил популярность во время дела «Айссейв» (Icesave).
- Тора Арнорсдоттир, 37 лет. Журналист на телевизионном канале. Ей пришлось на время остановить свою избирательную кампанию в связи с беременностью и рождением ребёнка, но она всё равно считалась главным соперником действующего президента. Кандидат Арнорсдоттир считает, что президент не должен вмешиваться в решение важных, противоречивых вопросов, таких как вступление в ЕС.
- Ари Трёйсти Гвюдмюндссон, 64 года. Геофизик, писатель, поэт, автор книг, ведущий прогноза погоды; бывший коммунист, в настоящее время называющий себя независимым кандидатом.
- Гердис Торгеирсдоттир, 58 лет. Профессор права. Она является представителем Исландии в Венецианской комиссии Совета Европы.
- Хэннес Бйарнасон, 41 год. Фермер, несколько лет проживал в Норвегии. Обещал во время своего президентства заняться вопросами нравственности и защищать национальные интересы.
- Андреа Йохана Оулафсдоттир, 39 лет. Председатель ассоциации владельцев недвижимости. Выступает за снижение зарплат президенту и депутатам до минимального уровня (193000 крон или около 50 тысяч рублей)[5].

До мая социологические опросы называли Тору Арнорсдоттир фаворитом гонки, но последние опросы перед голосованием показали, что её обгоняет действующий президент.
Для достижения победы Оулавюр проводил кампанию против своего главного конкурента, называя её опасной для страны, неспособной сопротивляться решениям правительства. Также он обвинил СМИ в том, что они используют по отношению к Торе Арнорсдоттир особый подход. Тора обвинила Оулавюра в превышении президентских полномочий и в превращении президента из номинальной фигуры в политическую силу, пообещав вернуть президента как церемониальный пост.

## Выборы
Голосование проходило с 9 до 22 часов. Первые результаты ожидались в этот же день. Проголосовав, Тора Арнорсдоттир заявила: «В этот славный день я не могу не быть оптимистичной. Опросы дают известный результат, но мы должны просто посчитать голоса и принять то, что будет. Возможность свергнуть нынешнего президента — это уже победа».
В этот же день Оулавюр написал статью в одной из газет: «Исландия на перепутье. Позади нас находятся трудные годы. Впереди — важные решения насчёт конституции и наших отношений со странами Европы. До сих пор сохраняется нестабильность в экономиках континента… Президент поможет стране в решении важнейших задач, которые определят судьбу исландцев на десятилетия».

## Результаты
На выборах победу одержал действующий президент, набрав 52,78 % голосов. Его главный соперник Тора Арнорсдоттир, получившая 33,16 %, признала поражение. Так она прокомментировала результаты выборов телеканалу «RÚV»: «Это был ценный опыт. Теперь я собираюсь взять отпуск, уделять больше внимания моей новой дочери и другим детям и подумать, как я смогу использовать новый опыт. Набрать одну треть голосов оказалось очень трудной задачей, я устала. Конечно, я хотела победить. Это то, что вы делаете только раз в жизни». Также она заявила, что не будет участвовать в следующих выборах.
Результаты выборов Президента Исландии.
| Оулавюр Рагнар Гримссон          | 84 036  | 52,78  |
| Тора Арнорсдоттир'               | 52.795  | 33,16  |
| Ари Траусти Гудмундссон          | 13 762  | 8,64   |
| Гердис Торгеирсдоттир            | 4 189   | 2,63   |
| Хэннес Бйарнасон                 | 2 867   | 1,80   |
| Андреа Йохана Оулафсдоттир       | 1 556   | 0,98   |
| действительные голоса            | 162 719 | -      |
| недействительные голоса          | 532     | -      |
| Всего                            | 235 495 | 100,00 |
| Явка                             | 163 251 | 69,20  |
| Источник: «История выборов», RÚV |         |        |